# Umotina
Gli Umotina (o anche Umutina) sono un gruppo etnico del Brasile che ha una popolazione stimata in circa 260 individui. Parlano la lingua Portuguese (codice ISO 639: POR) e sono principalmente di fede animista.
Vivono nello stato brasiliano del Mato Grosso, lungo il fiume Paraguay. Denominazioni alternative: Umutina, Barbados.